# Liste von Karstquellen in Deutschland

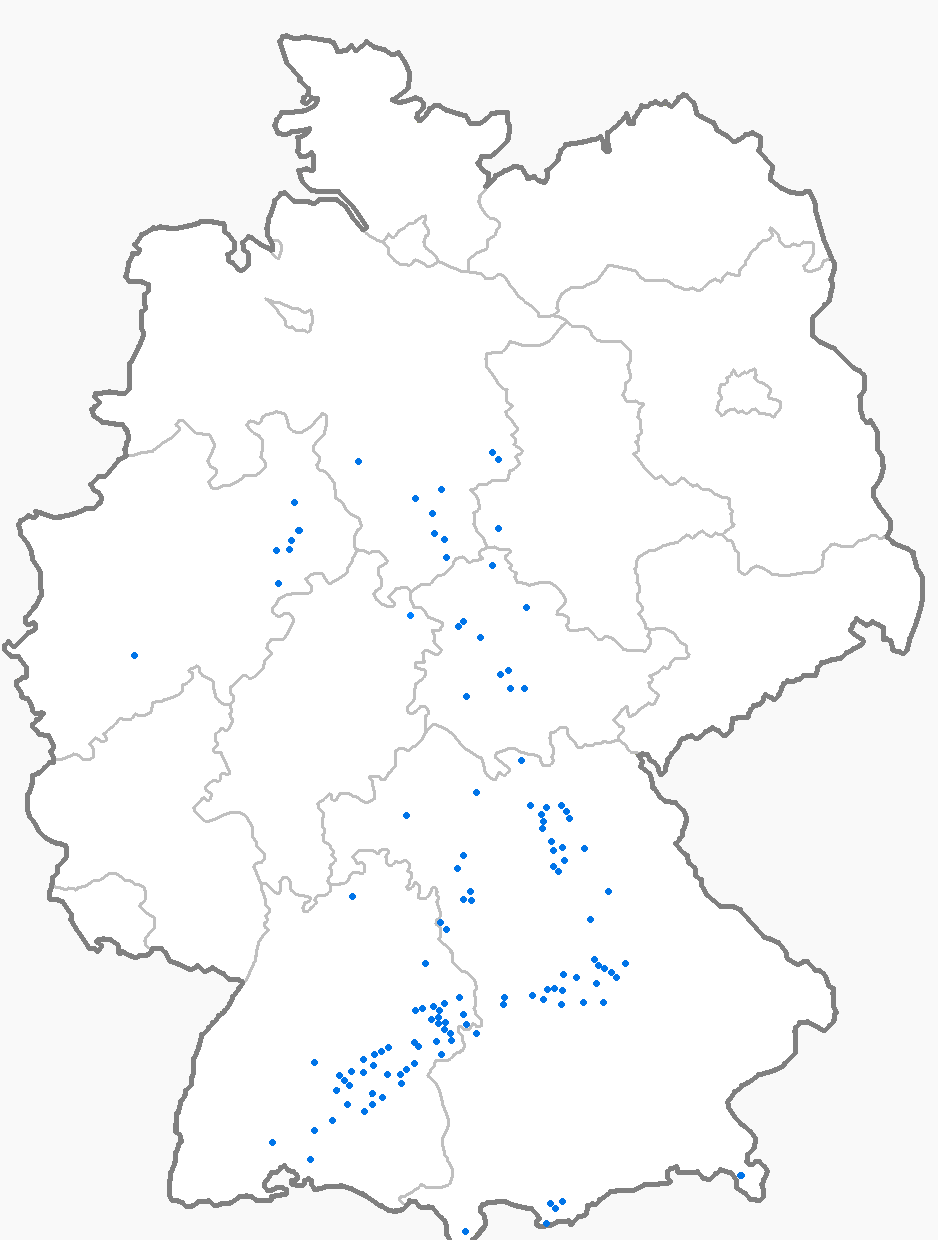
Karstquellen in Deutschland

Dies ist eine Liste von Karstquellen in Deutschland. Sie enthält eine Auswahl von Karstquellen in Deutschland.

## Liste von Karstquellen

### Hinweise
- Die Schüttungswerte können abweichen, wenn der Herausgeber der Daten lediglich den Durchschnittswert von MNQ und MHQ errechnete. Die mittlere Schüttung liegt deutlich darunter. Falsche Zahlen können auch durch Angeben des MHQ als MQ entstehen.
- Mit Region der Bundesländer sind die Regierungsbezirke gemeint; in Niedersachsen, Sachsen-Anhalt und Thüringen die Landkreise bzw. Kreisfreien Städte.
- Eine umfangreiche Liste von Karstquellen außerhalb Deutschlands ist in der Liste von Karstquellen aufgeführt. Innerhalb Deutschlands gibt es die ausführlichen Listen für Baden-Württemberg, Bayern, Nordrhein-Westfalen, und Thüringen.

### Die stärksten Quellen in den Bundesländern

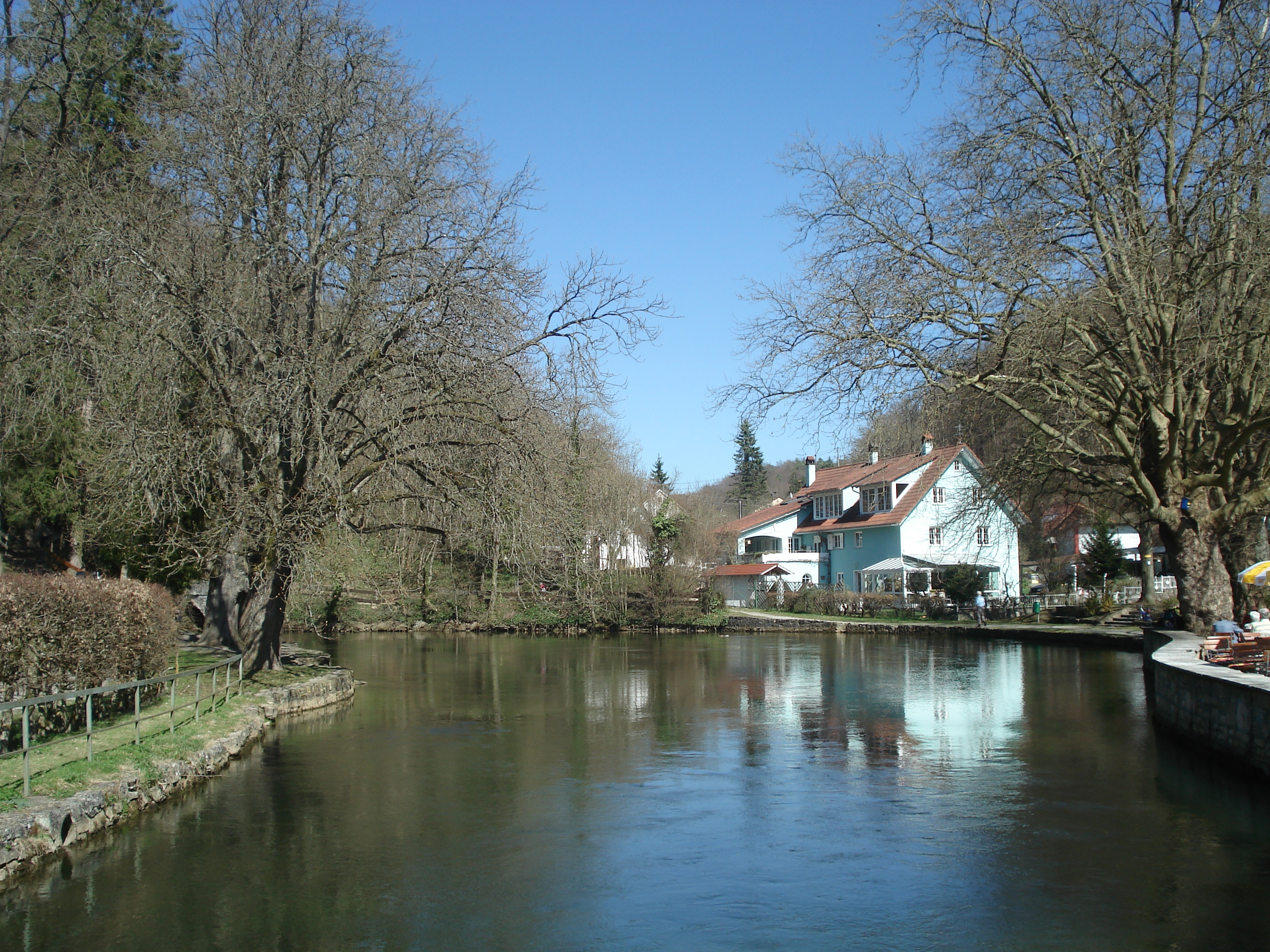
Baden-Württemberg: Aachtopf, stärkste Quelle Deutschlands[1] (8590 l/s)
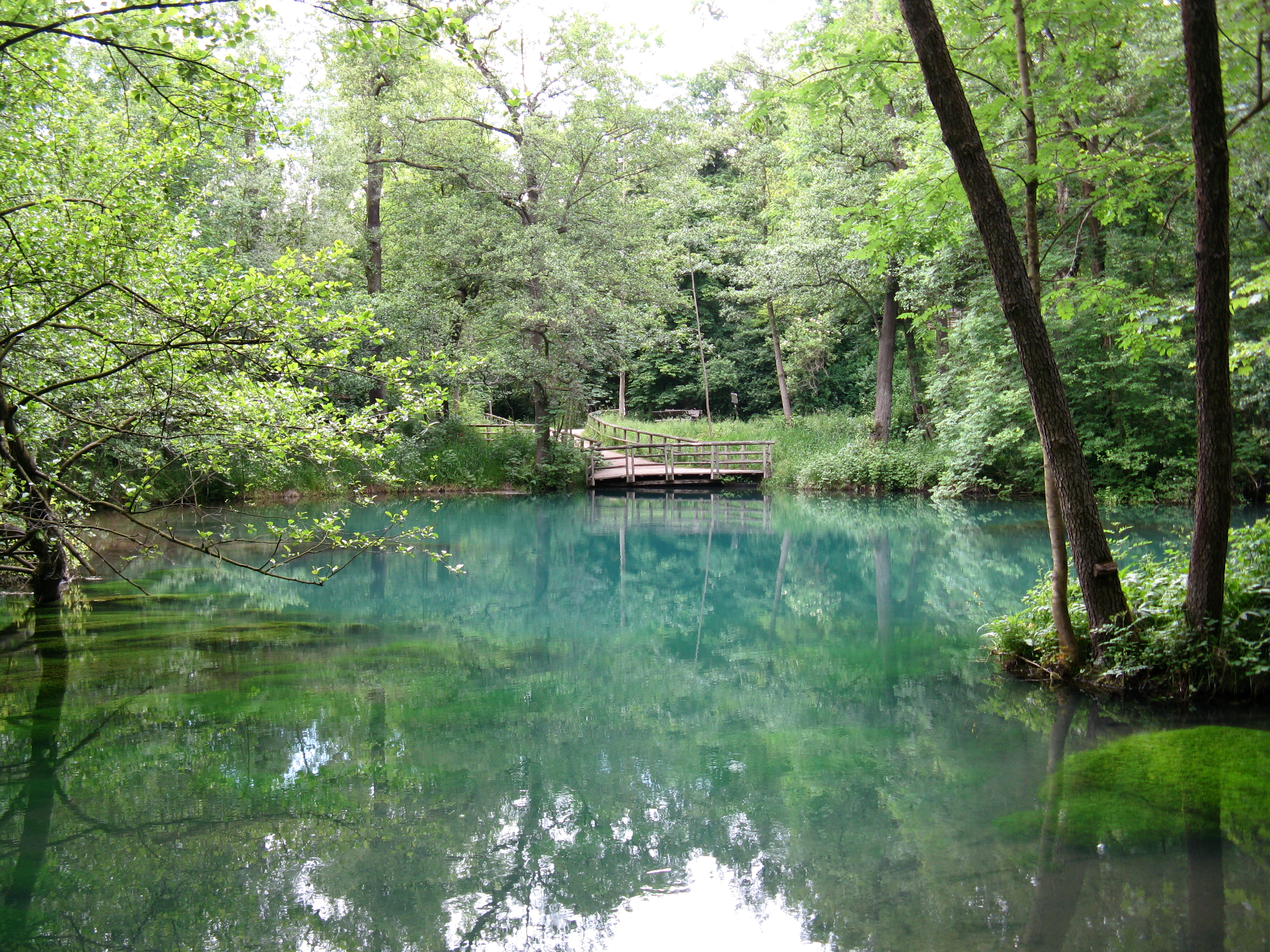
Niedersachsen: Rhumequelle[2] (2000 l/s)
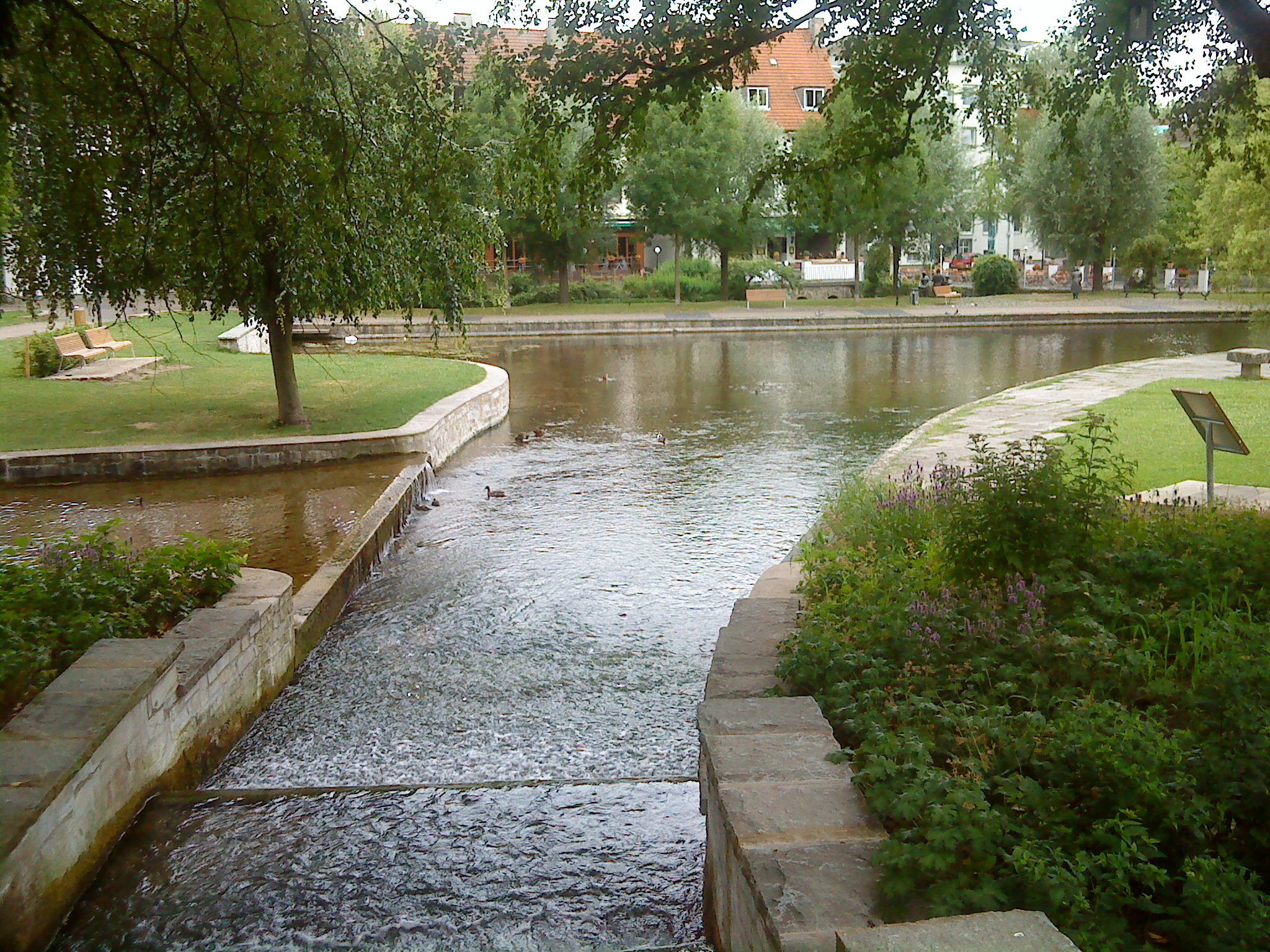
Nordrhein-Westfalen: Paderquellen (5000 l/s)
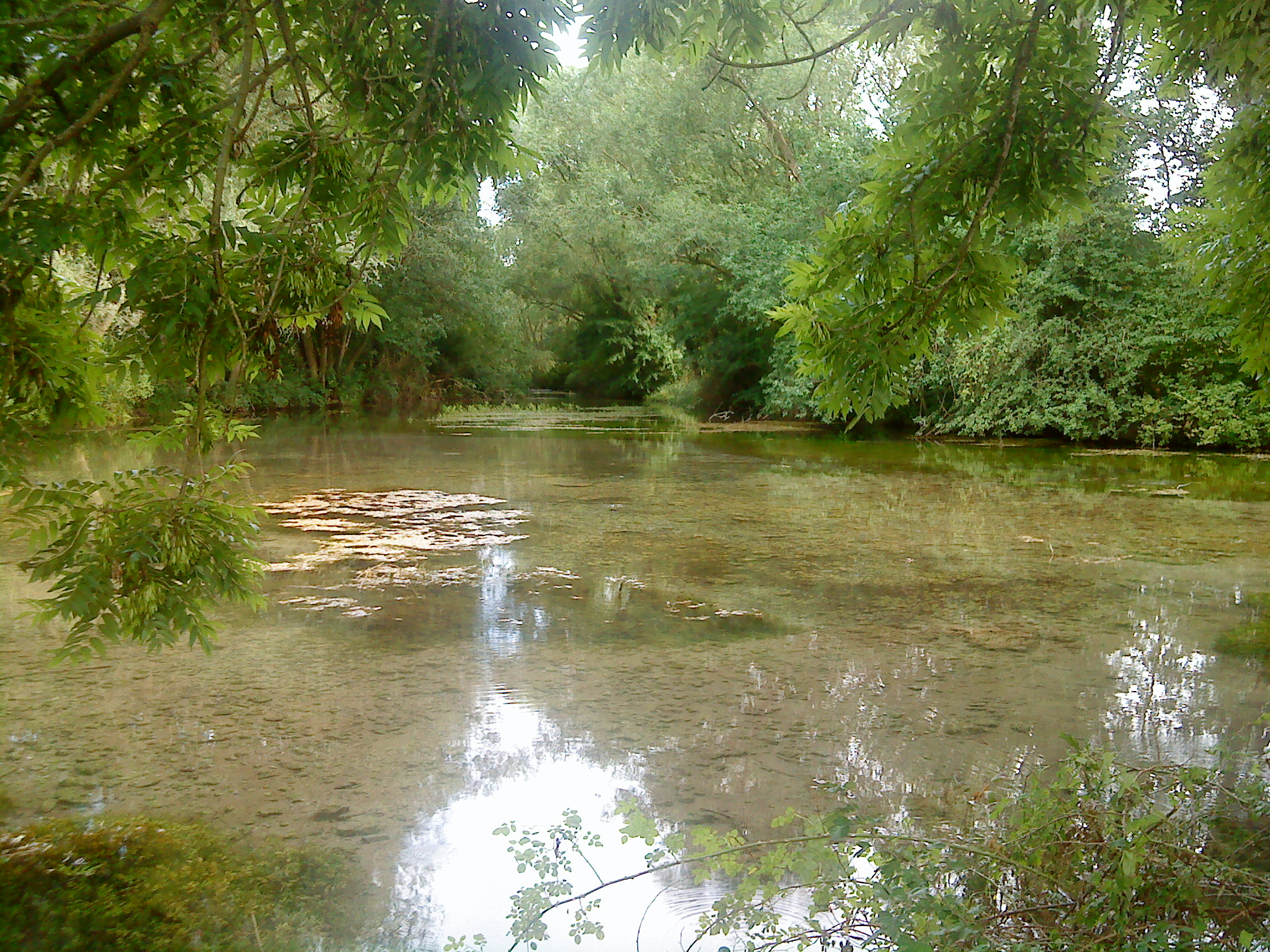
Thüringen: Salzaspring[3] (704 l/s)

### Die Liste
| Anfangsbuchstabe der Quelle: A B E G H K L M N P R S T W |

| Bild | Name                                  | Mittlere Schüttung (l/s) | Ort                    | Bundesland (Region)                      | Fluss- system | Lage |
| ---- | ------------------------------------- | ------------------------ | ---------------------- | ---------------------------------------- | ------------- | ---- |
|      | Aachtopf                              | 8590                     | Aach                   | Baden-Württemberg (Freiburg)             | Rhein         | ⊙    |
|      | Almequelle                            | 800                      | Alme                   | Nordrhein-Westfalen (Arnsberg)           | Rhein         | ⊙    |
|      | Blautopf                              | 2300                     | Blaubeuren             | Baden-Württemberg (Tübingen)             | Donau         | ⊙    |
|      | Breitenborn                           | 40                       | Frankershausen         | Hessen (Kassel)                          | Weser         | ⊙    |
|      | Brenztopf                             | 1270                     | Königsbronn            | Baden-Württemberg (Stuttgart)            | Donau         | ⊙    |
|      | Brunnenmühlenquelle                   | 1500                     | Heidenheim             | Baden-Württemberg (Stuttgart)            | Donau         | ⊙    |
|      | Buchbrunnenquelle                     | 927                      | Ballmertshofen         | Baden-Württemberg (Stuttgart)            | Donau         | ⊙    |
|      | Echazquellen                          | 680                      | Honau                  | Baden-Württemberg (Tübingen)             | Rhein         | ⊙    |
|      | Eggeröder Brunnen                     |                          | Elbingerode (Harz)     | Sachsen-Anhalt (Landkreis Harz)          | Elbe          | ⊙    |
|      | Erdbachauslauf                        | 80                       | Erdbach                | Hessen (Gießen)                          | Rhein         | ⊙    |
|      | Erdbach-Austritt                      | 80                       | Michelstadt            | Hessen (Darmstadt)                       | Rhein         | ⊙    |
|      | Gailachquelle                         | 650                      | Mühlheim               | Bayern (Oberbayern)                      | Donau         | ⊙    |
|      | Gleßbrunnen                           | 700                      | Wolkertshofen          | Bayern (Oberbayern)                      | Donau         | ⊙    |
|      | Hamelquelle                           | 62                       | Hamelspringe           | Niedersachsen (Landkreis Hameln-Pyrmont) | Weser         | ⊙    |
|      | Hederquellen                          | 1900                     | Upsprunge              | Nordrhein-Westfalen (Detmold)            | Rhein         | ⊙    |
|      | Karstquellen am Dreimühlen-Wasserfall |                          | Üxheim                 | Rheinland-Pfalz (Landkreis Vulkaneifel)  | Rhein         | ⊙    |
|      | Karstquelle in Nennig                 |                          | Nennig                 | Saarland (Landkreis Merzig-Wadern)       | Rhein         | ⊙    |
|      | Karstquelle Prunn                     | 600                      | Prunn                  | Bayern (Niederbayern)                    | Donau         | ⊙    |
|      | Kesselquelle                          | 700                      | Zwiefalten             | Baden-Württemberg (Tübingen)             | Donau         | ⊙    |
|      | Kirschensoog                          | 220                      | Alt Wallmoden          | Niedersachsen (Landkreis Goslar)         | Weser         | ⊙    |
|      | Kressenborn                           | 15                       | Frankershausen         | Hessen (Kassel)                          | Weser         | ⊙    |
|      | Kuhfluchtquelle                       | 1500                     | Farchant               | Bayern (Oberbayern)                      | Donau         | ⊙    |
|      | Lammequelle                           |                          | Lamspringe             | Niedersachsen (Landkreis Hildesheim)     | Weser         | ⊙    |
|      | Lautertopf                            | 600                      | Lautern                | Baden-Württemberg (Tübingen)             | Donau         | ⊙    |
|      | Lippequelle                           | 740                      | Bad Lippspringe        | Nordrhein-Westfalen (Detmold)            | Rhein         | ⊙    |
|      | Lutterquellen                         | 230                      | Königslutter           | Niedersachsen (Landkreis Helmstedt)      | Weser         | ⊙    |
|      | Mühlenteich                           | 380                      | Förste                 | Niedersachsen (Landkreis Göttingen)      | Weser         | ⊙    |
|      | Nettesprung                           | 11                       | Herrhausen             | Niedersachsen (Landkreis Goslar)         | Weser         | ⊙    |
|      | Paderquellen                          | 5000                     | Paderborn              | Nordrhein-Westfalen (Detmold)            | Rhein         | ⊙    |
|      | Partnachursprung                      | 1400                     | Garmisch-Partenkirchen | Bayern (Oberbayern)                      | Donau         | ⊙    |
|      | Petrusquelle                          | 550                      | Deising                | Bayern (Niederbayern)                    | Donau         | ⊙    |
|      | Rhumequelle                           | 2000                     | Rhumspringe            | Niedersachsen (Landkreis Göttingen)      | Weser         | ⊙    |
|      | Salzaspring                           | 704                      | Nordhausen             | Thüringen (Landkreis Nordhausen)         | Elbe          | ⊙    |
|      | Schunterquelle                        | 155                      | Räbke                  | Niedersachsen (Landkreis Helmstedt)      | Weser         | ⊙    |
|      | Spring von Plaue                      | 700                      | Plaue                  | Thüringen (Ilm-Kreis)                    | Elbe          | ⊙    |
|      | Stempfermühlquelle                    | 570                      | Gößweinstein           | Bayern (Oberfranken)                     | Rhein         | ⊙    |
|      | Teufelsloch                           |                          | Osterode               | Niedersachsen (Landkreis Göttingen)      | Weser         | ⊙    |
|      | Ursprung des Schwarzen Kochers        | 680                      | Oberkochen             | Baden-Württemberg (Stuttgart)            | Rhein         | ⊙    |
|      | Utzigquelle                           | 100                      | Gerolstein             | Rheinland-Pfalz (Vulkaneifel)            | Rhein         | ⊙    |
|      | Wimsener Höhle                        | 590                      | Zwiefalten             | Baden-Württemberg (Tübingen)             | Donau         | ⊙    |